# Lithophyllum rugosum
Lithophyllum  rugosum (Foslie) Lemoine, 1913  é o nome botânico  de uma espécie de algas vermelhas pluricelulares do gênero Lithophyllum, família Corallinaceae.
- São algas marinhas encontradas na Califórnia.

## Sinonímia
- Lithothamnion rugosum  Foslie, 1900